# 飯田 (東広島市)
飯田（いいだ）とは、広島県東広島市の地名。現行行政地名は八本松飯田（はちほんまついいだ）一丁目から九丁目および八本松町飯田（はちほんまつちょういいだ）である。八本松飯田は住居表示が実施されており、八本松町飯田は住居表示未実施である。

## 概要
八本松地区中央部に位置しており、町内に八本松駅を擁する。また八本松飯田には磯松工業団地があり、シャープなどが工場を置いている。
八本松町飯田は八本松飯田によって2つに分断されており、飛地状態になっている。

## 交通

### 鉄道
- JR山陽本線 - 八本松駅

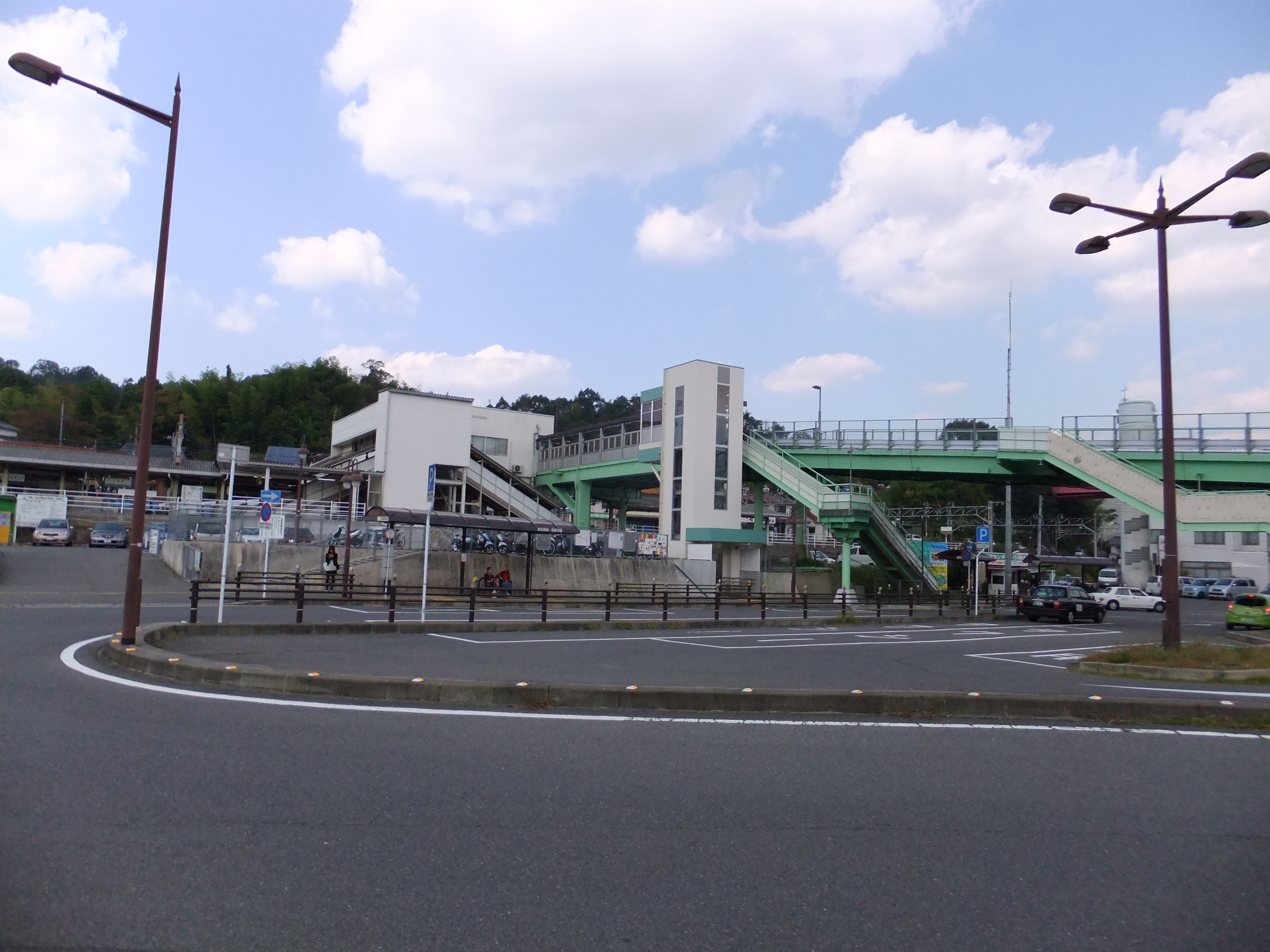
八本松駅

八本松駅は山陽本線全駅の中で標高が最も高い。また、隣の瀬野駅（広島市安芸区）との間の区間は瀬野八として知られる。

### バス
JRバス中国と芸陽バスが町内を走る路線バスを運行している。

#### JRバス中国・芸陽バス共同運行
- 八本松駅 - 広島大学[注釈 1]

#### 芸陽バス
- 西条駅 - 磯松団地 - 篠 - 造賀 - 豊栄
- 西条駅 - 瀬野駅・広島バスセンター
- 八本松駅 - 篠・シャープ広島工場
- 西条駅 - 八本松駅 - 志和地区内循環
- 八本松駅 - 吉川工業団地
- 八本松駅 - グリーンタウン

### 道路

#### 高速道路
- 山陽自動車道 - 町内に施設はない。

#### 一般国道
- 国道2号 - 町内の区間は西条バイパスとして供用されている。
- 国道486号

#### 主要地方道
- 広島県道46号東広島白木線
- 広島県道67号馬木八本松線
- 広島県道80号東広島向原線

#### 一般県道
- 広島県道329号飯田吉行線 - 町内区間は未開通
- 広島県道350号造賀八本松線

## 施設
- 磯松工業団地
  - シャープ広島工場
  - 今仙電機製作所広島工場
  - デンソー広島2工場（東広島工場）
  - 平安祭典東広島会館
- 川上中部保育所
- 八本松みづき認定保育園
- みょうとくこども園
- アイグラン保育園川上
- 東広島市立川上小学校
- 東広島市立八本松小学校グラウンド[注釈 2]

## 教育
公立小・中学校に通う場合、通学先は以下のようになる。
- 川上小学校→磯松中学校
- 平岩小学校→磯松中学校
- 八本松小学校→八本松中学校

## 人口・世帯数
2024年9月末での人口、世帯数は以下の通りである。
|              |              | 人口 | 世帯数 |
| ------------ | ------------ | ---- | ------ |
| 八本松町飯田 | 八本松町飯田 | 3214 | 1272   |
| 八本松飯田   | 一丁目       | 689  | 327    |
| 八本松飯田   | 二丁目       | 408  | 272    |
| 八本松飯田   | 三丁目       | 532  | 199    |
| 八本松飯田   | 四丁目       | 400  | 186    |
| 八本松飯田   | 五丁目       | 650  | 259    |
| 八本松飯田   | 六丁目       | 618  | 323    |
| 八本松飯田   | 七丁目       | 1162 | 459    |
| 八本松飯田   | 八丁目       | 1040 | 433    |
| 八本松飯田   | 九丁目       | 290  | 126    |